# Welcome to the Real World (álbum de Mr. Mister)
Welcome to the Real World é o segundo álbum de estúdio de Mr. Mister, lançado em 1985.

## Faixas
Todas as canções escritas por Richard Page, Steve George e John Lang.
1. "Black/White" – 4:18
2. "Uniform of Youth" – 4:26
3. "Don't Slow Down" – 4:30
4. "Run to Her" – 3:37
5. "Into My Own Hands" – 5:12
6. "Is It Love" – 3:34
7. "Kyrie" – 4:26
8. "Broken Wings" – 5:46
9. "Tangent Tears" – 3:20
10. "Welcome to the Real World" – 4:19

## Desempenho nas paradas musicais
| Parada musical (1985-1986)               | Melhor posição |
| ---------------------------------------- | -------------- |
| Alemanha - Media Control Charts          | 8              |
| Áustria - Austrian Albums Chart          | 12             |
| Canadá - Canadian Albums Chart           | 2              |
| Itália - FIMI                            | 16             |
| Nova Zelândia - New Zealand Albums Chart | 21             |
| Noruega - Norwegian Albums Chart         | 2              |
| Países Baixos - Dutch Albums Chart       | 7              |
| Suécia - Swedish Albums Chart            | 13             |
| Suíça - Swiss Music Charts               | 10             |
| Reino Unido - UK Albums Chart            | 6              |
| Estados Unidos - US Billboard 200        | 1              |